# Хайнзангийн Гэлэнху

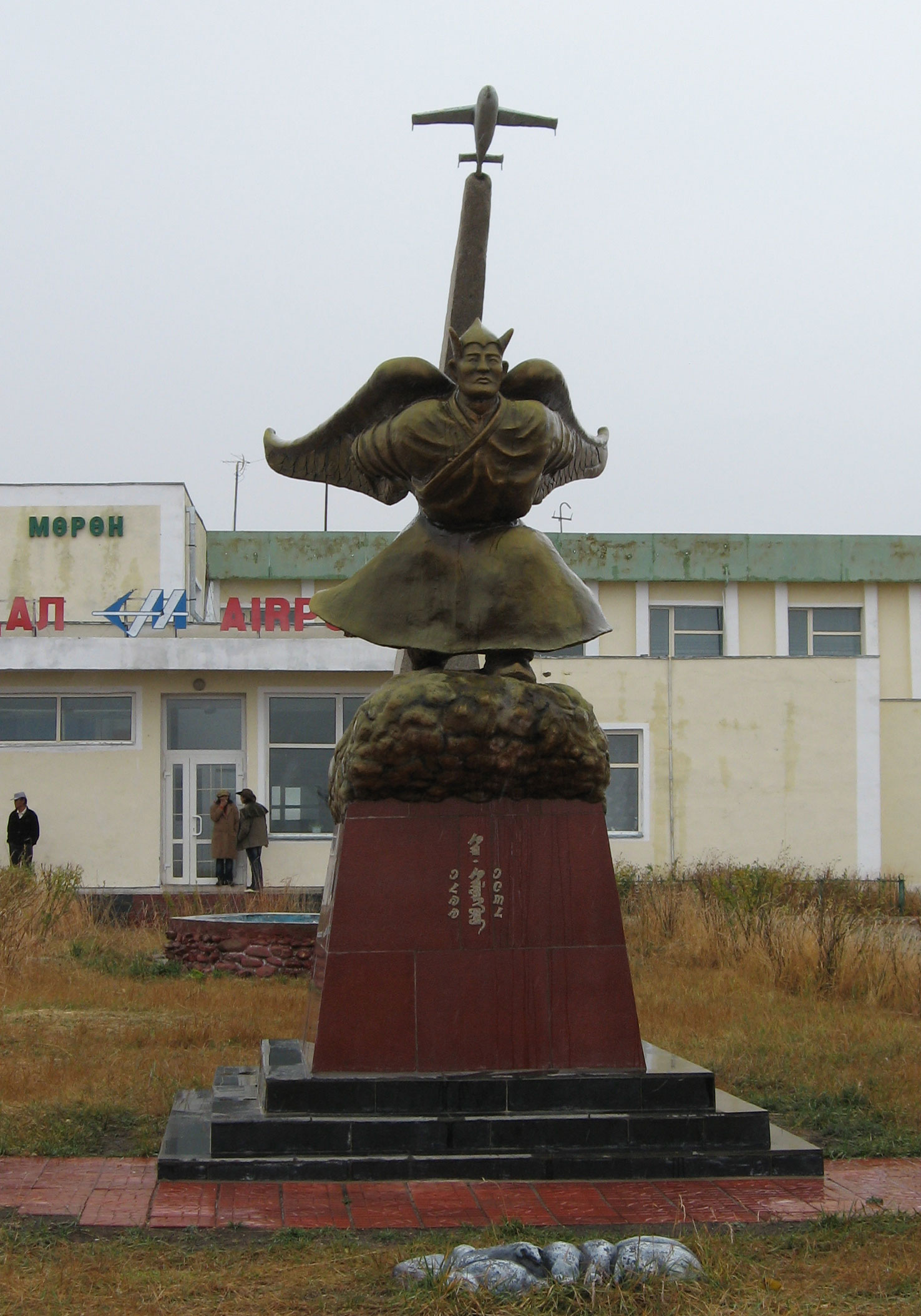
Памятник Гэлэнху напротив аэропортa Мурэнa.

Хайнзангийн Гэлэнху́ (монг. Хайнзангийн Гэлэнхүү, также Гэлэнхүү Шүхэрч — Гэлэнху-парашютист; 1877—1938) — полулегендарная личность из Хубсугульского аймака Монголии. Наиболее известен своей попыткой полёта на самодельных крыльях.

## Биография

### Ранние годы
Гэлэнху родился около 1877 года в Далай-Чойнхор-вановском хошуне Сайн-Нойон-ханского аймака Внешней Монголии (ныне сомон Жаргалант Хубсугульского аймака) в семье бедного арата Хайзана. Сообщается, что с детства он был подвижным и изобретательным ребёнком. Был отдан на обучение в местный буддийский монастырь, однако был изгнан оттуда из-за упрямого характера, чрезмерной мечтательности и споров с содержанием буддийских сутр, и стал обычным аратом. Помимо занятия скотоводством, Гэлэнху изготовлял и продавал кремнёвые ружья и ножи.

### Женитьба
Женившись и став отцом шести дочерей, Гэлэнху не оставлял мечты о сыне. В конце концов он ушёл из семьи и два года странствовал по дархадским кочевьям Прихубсугулья, советуясь с местными шаманами. Найдя жену из шаманского рода, он вернулся домой, однако вновь родилась дочь. Жена, не сумев вытерпеть презрительного отношения буддийского населения, вернулась в семью отца, а Гэлэнху, опасаясь её возможной колдовской мести, воздвиг близ своей юрты субурган, который по сей день стоит в 20 км к северо-востоку от сомонного центра Жаргаланта. В конце 1920-х годов отчаявшийся Гэлэнху усыновил чужого ребёнка.
Однажды, роя канал для соединения ручья Дэвурийн с рекой Идэр, Гэлэнху упёрся в отвесную скалу. Он развёл под ней огонь и, раскалив её, плеснул на неё воды. Образовавшаяся от этого пещерка стала ещё одним памятником, оставшимся от Гэлэнху в Жаргаланте.

### Попытка полёта
Фольклорные версии расходятся во времени, когда Гэлэнху предпринял попытку полёта. Согласно одному рассказу, это произошло ещё в 1913 году, при Богдо-хане. Другая версия утверждает, что это случилось двадцатью годами позже, когда в 1932 году власти МНР при поддержке СССР подавляли Хубсугульское восстание. Гэлэнху, впервые в жизни увидевший советский аэроплан, настолько вдохновился зрелищем, что решил склеить себе крылья из овечьего руна и орлиных перьев.
Гэлэнху прикрепил крылья к рукам и прыгнул вниз с двадцатиметровой скалы Дунтэрийн. Пролетев несколько десятков метров над землей, он остался в живых лишь из-за того, что предварительно подогнал к подножию свою овечью отару в шестьсот голов. Несмотря на свой не долгий полет, он счёл попытку удачной, так как приводил её в качестве аргумента в споре с ламами насчёт того, может ли человек полететь, надев крылья; говоря: «Ещё бы полетать, да, видно, голова у меня тяжеловата». Скончался в 1938 году.

### Дань памяти

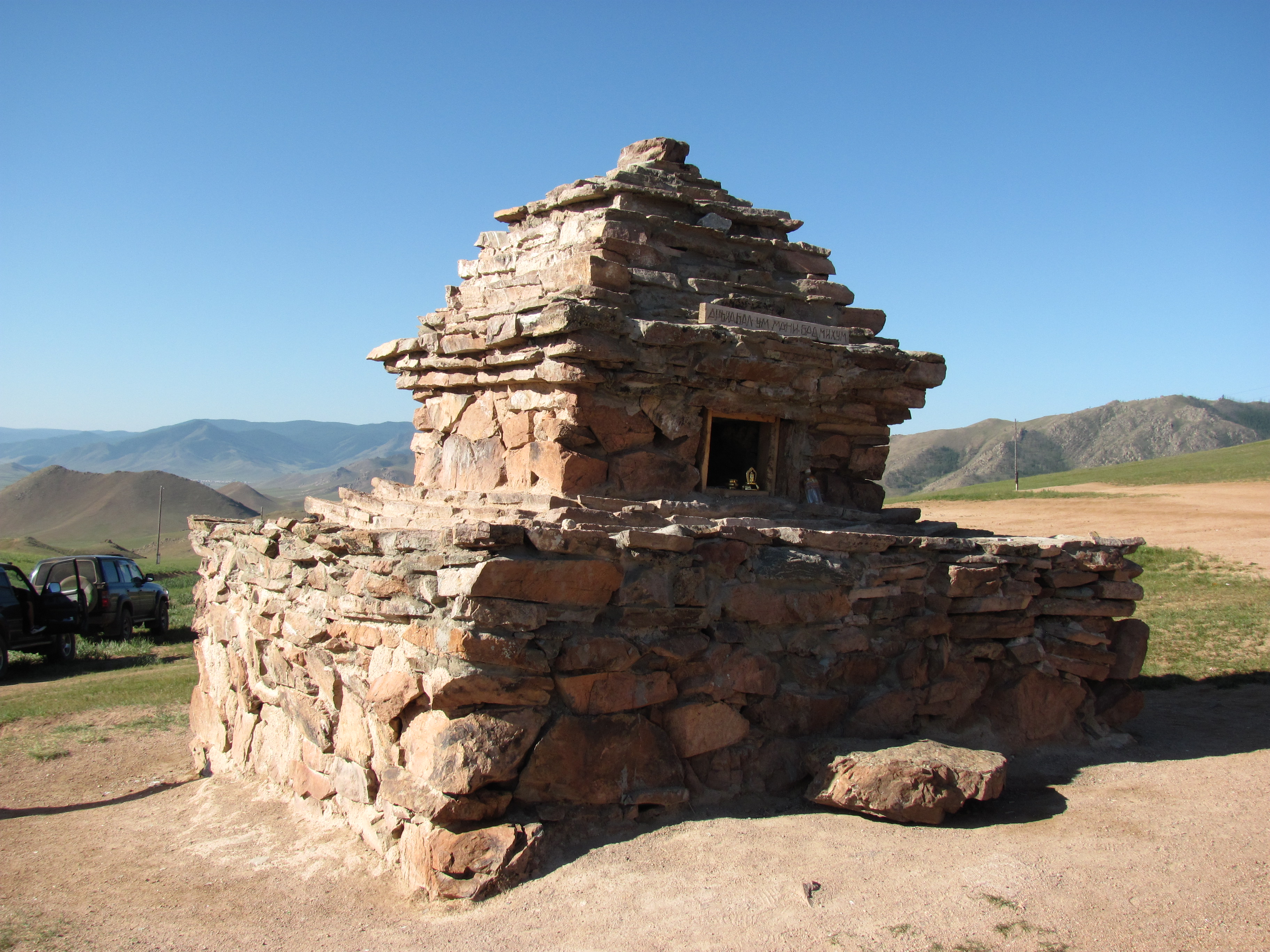
Ступа, построенная Гэлэнху в Жаргаланте

- В аэропорту Мурэнa установлен памятник Гэлэнху.
- 23 октября 2010 года в школе «Эрдэм» аймака Баянхонгор был открыт клуб авиа- и автомоделизма «Гэлэнхүү».[4]